# Nonnula frontalis
Nonnula frontalis е вид птица от семейство Bucconidae.

## Разпространение
Видът е разпространен в Колумбия и Панама.